# Juan Ezequiel García
Juan Ezequiel García (Lomas de Zamora, Provincia de Buenos Aires, Argentina, 9 de octubre de 1991) es un futbolista argentino. Juega como volante central y su primer equipo fue Banfield. Actualmente milita en Atlético Porteño de la Serie B de Ecuador.

## Trayectoria
Crecido en las divisiones inferiores de Banfield, debutó en primer equipo el 10 de junio de 2012 como titular venciendo 1-0 a Club Ferro Carril Oeste.
El 12 de noviembre de 2015 Juan Ezequiel García es fichado por Fidelis Andria.

## Clubes
| Club                  | País      | Año       |
| --------------------- | --------- | --------- |
| Banfield              | Argentina | 2012-2015 |
| Fidelis Andria        | Italia    | 2015-2016 |
| Dro                   | Italia    | 2016      |
| Banfield              | Argentina | 2017-2018 |
| Santamarina de Tandil | Argentina | 2018      |
| Atlético Porteño      | Ecuador   | 2019-?    |

## Palmarés
| Título             | Club     | País      | Año  |
| ------------------ | -------- | --------- | ---- |
| Primera B Nacional | Banfield | Argentina | 2014 |